# 哈卡里省
哈卡里省（土耳其語：Hakkari ili）是土耳其最东南端、分别与伊朗和伊拉克交界的一个省，面積為7,729km2，首府哈卡里。该省居民主要为库尔德人和亚述人。